# Dash (crypto-monnaie)

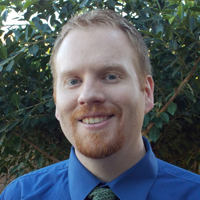
Evan Duffield, créateur de Dash

Dash est une crypto-monnaie créée en 2014 par Evan Duffield et présentée au grand public le 18 janvier 2014. Son nom initial, « Darkcoin », a été changé le 25 mars 2015 en « Dash », mot-valise de « digital » et de « cash », c'est-à-dire « argent liquide numérique ».
L'ambition des développeurs de Dash est d'offrir une alternative numérique totalement décentralisée à l'argent liquide (cash), en reprenant trois de ses attributs principaux : sa fongibilité, sa rapidité et son anonymat.
Evan Duffield est fasciné par Bitcoin lorsqu'il le découvre en 2010. Il étudie la possibilité d'intégrer l'anonymat au code source de Bitcoin. Se rendant compte que Bitcoin n'intégrerait pas ses suggestions d'amélioration, il décide de reprendre le code de base de Bitcoin et d'y implémenter ses propres développements : c'est la naissance de Dash.
Cette crypto-monnaie est basée sur le code libre Bitcoin, avec l'ambition de le rendre plus simple, rapide, sûr et anonyme,,. Contrairement à Bitcoin, qui par nature permet à tout observateur extérieur de suivre les transactions de compte à compte (d'adresse à adresse), Dash propose un mode facultatif de transactions anonymisées, appelé PrivateSend et basé sur CoinJoin, qui offre aux utilisateurs une plus grande protection de leur vie privée s'ils la souhaitent,. Dash permet également l'envoi instantané de fonds par la technologie InstantSend : contrairement à Bitcoin, il n'est pas nécessaire d'attendre pendant une dizaine de minutes (voire beaucoup plus) que les transactions soient confirmées.
Dash s'appuie sur un système entièrement décentralisé de gouvernance et de budget, ce qui en fait la première organisation autonome décentralisée depuis la mi-2015. Les développeurs du logiciel Dash, les partenaires et les opérateurs du réseau Dash voient leurs contributions au projet rémunérées directement par la blockchain Dash.
La capitalisation de Dash est d'environ 500 millions de dollars en mars 2024.

## Généralités
Les principaux objectifs de Dash sont les suivants :
- s'affranchir des limitations de Bitcoin (trop longue durée de confirmation des transactions, confidentialité insuffisante, problèmes de gouvernance et de consensus entre les développeurs) ;
- rendre l'utilisation de la cryptomonnaie aussi rapide, simple, sûre et anonyme que celle de l'argent liquide (cash) ;
- s'appuyer pour cela sur un réseau décentralisé, entièrement indépendant de toute entité centralisée, y compris pour le financement du projet et sa gouvernance.

### Instantanéité des transactions (InstantSend)
InstantSend est un service qui permet des transactions instantanées. InstantSend résout le problème de double dépense et s'affranchit des délais de confirmations propres à Bitcoin et à d'autres crypto-monnaies. Cette technologie autorise notamment les paiements en point de vente physique (magasins…), de manière quasi instantanée. Les transactions InstantSend sont automatiques depuis avril 2019 pour la majorité des transactions (plus de 90 %), sans frais supplémentaire. 

### Confidentialité des transactions (PrivateSend)
PrivateSend est une technologie facultative de mélange de monnaie. Elle permet d'ajouter de la confidentialité aux transactions, rendant virtuellement impossible le traçage des envois et des réceptions de monnaie pour un observateur extérieur.

### Simplicité d'utilisation pour le grand public
La gestion des fonds en Dash et les paiements associés se font actuellement par le biais de divers logiciels (portefeuilles numériques), à la manière de Bitcoin. Le projet Dash Platform (anciennement connu sous le nom d'Evolution) prévoit, pour 2024, la simplification drastique de l'utilisation de la cryptomonnaie, en proposant notamment des noms d'utilisateur alphanumériques pour les transactions, ainsi que la possibilité pour l'utilisateur non technicien de gérer et d'utiliser simplement ses fonds en Dash depuis une simple page web. Les versions 0.12.1 à 20.1.1 du logiciel Dash, sorties entre février 2017 et le printemps 2024, posent les fondations techniques de Dash Platform, qui correspondra aux versions 1.0 et ultérieures.

### Gouvernance et budget décentralisés
Une caractéristique unique de Dash parmi les cryptomonnaies actuelles est sa gouvernance entièrement décentralisée, depuis 2015. Le réseau Dash permet aux opérateurs (masternodes, cf. ci-dessous) de voter de manière sûre et décentralisée sur les grandes orientations du développement de Dash, ainsi que sur le budget mensuel. Celui-ci est alloué directement depuis la blockchain Dash aux développeurs et aux autres projets de mise en valeur de la cryptomonnaie (partenariats stratégiques, communication, conférences, etc.). Les développeurs et partenaires, révocables à tout moment par le vote des opérateurs du réseau, sont donc au service de Dash et non l'inverse.
En août 2018, la propriété de Dash Core, entreprise américaine historiquement chargée du développement du logiciel Dash, a été transférée au Dash Irrevocable Trust, trust néo-zélandais dont le bénéficiaire unique est le réseau décentralisé des masternodes. La cryptomonnaie Dash est donc directement contrôlée par les investisseurs Dash eux-mêmes, qui ont désormais le pouvoir de contraindre juridiquement les responsables du développement en cas de manquements ou d'actions nuisibles à Dash. Le trust Dash constitue le tout premier exemple d'interface juridiquement et financièrement fonctionnelle entre un réseau informatique, monétaire et totalement décentralisé, et le monde traditionnel de l'économie réelle.

## Spécifications techniques

### Différences avec Bitcoin
À l'origine, Dash se base sur le code source de Bitcoin : il peut donc être facilement intégré à l'écosystème déjà existant de Bitcoin. Cependant, Dash se différencie de Bitcoin sur différents points clés :
- Dash se propose, avec le projet Dash Platform (anciennement connu sous le nom d'Evolution), de rendre la cryptomonnaie aussi simple à utiliser par le grand public que l'est un service centralisé comme PayPal. Prévu dans sa version 1.0 pour 2024, Dash Platform proposera notamment l'utilisation de noms d'utilisateur alphanumériques (« PrénomNom ») plutôt que d'adresses cryptographiques (« Xkfo4Ff4r8r5f… »). La facilité d'utilisation sera identique à celle de services financiers en ligne déjà connus de l'utilisateur. Des services similaires aux services bancaires seront également proposés : comptes joints, virements automatiques, intégration web pour les vendeurs, etc., le tout de manière entièrement décentralisée.
- Dash, grâce à son réseau de masternodes, propose au niveau même du protocole des fonctionnalités qui, dans Bitcoin, ne sont possibles qu'avec des services tiers. Il s'agit par exemple d'InstantSend (transactions instantanées, par défaut depuis la version 0.13 parue en janvier 2019[19]) ou de PrivateSend (anonymisation des transactions)[20].
- La récompense de bloc, qui dans Bitcoin est entièrement attribuée aux mineurs en rétribution de leurs services de sécurisation du réseau, est partagée en trois dans Dash : 20 % vont aux mineurs, 60 % aux masternodes (voir ci-dessous) et 20 % au « Trésor », c'est-à-dire au fonds de développement de Dash (informaticiens, partenariats, communication, etc.).
- La distribution de ce fonds de développement se fait par vote décentralisé et sécurisé des opérateurs de masternode[21]. La gouvernance de Dash se fonde sur la motivation financière de ses acteurs : un opérateur de masternode est incité par son investissement à ne voter qu'en faveur des projets de développement les plus prometteurs pour le réseau. Les projets ne tenant pas leurs promesses peuvent être révoqués par arrêt du financement, à nouveau par vote. Les détenteurs de dashs sont donc aussi l'équivalent d'actionnaires de Dash en tant qu'organisation autonome décentralisée.

D'un point de vue technique, Dash propose aussi les améliorations suivantes par rapport à Bitcoin,,  :
- un algorithme de hachage (X11) plus complexe basé sur une chaîne (le registre des transactions, la blockchain, qui est formé d'une suite de blocs de transactions) de onze différents types de hachage ;
- un temps de hachage par bloc de transaction relativement plus court (2,5 minutes) ;
- un système de récompense par bloc basé sur un algorithme (réduction de la récompense quand la difficulté augmente) et pas une liste de valeurs ;
- un ajustement de la difficulté de hachage des blocs qui utilise une amélioration du principe de Kimoto Gravity Well[25] : le Dark Gravity Wave ;
- une quantité de crypto-monnaie théorique ne pouvant pas dépasser 18,9 millions[26] de dashs.

### Les masternodes
Les masternodes (« nœuds-maîtres ») sont des serveurs informatiques (logiciels) connectés à Internet. Entre autres fonctions, ils rendent possibles PrivateSend (transactions monétaires anonymes) et InstantSend (transactions instantanées). En avril 2024, près de 3 800 masternodes sont disponibles sur le réseau Dash, ce qui en fait, en nombre de serveurs, le second réseau cryptomonétaire après Bitcoin (environ 10 000).

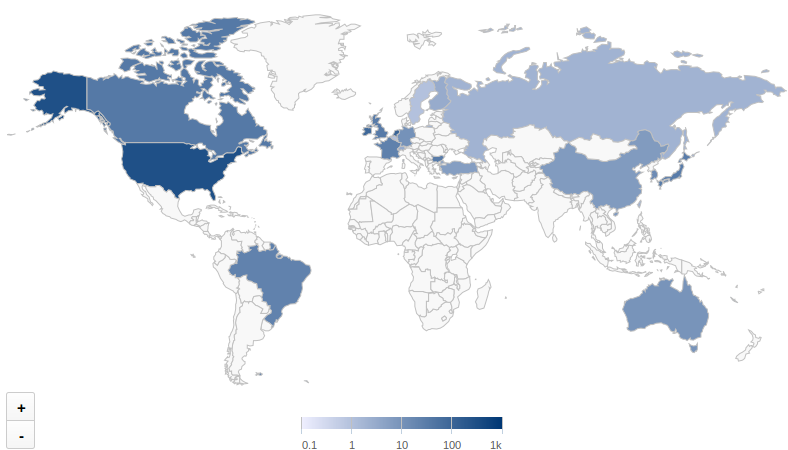
Masternode par pays

Les masternodes ont la particularité d'être des serveurs rémunérés en Dash : 60 % de la valeur de chaque bloc miné est reversé aux opérateurs de masternodes, en rétribution des services qu'ils rendent au réseau.
Un masternode est constitué de deux parties : le masternode (en ligne) et le portefeuille électronique lui afférant (en anglais, « cold wallet »).
Le serveur masternode est un démon informatique lancé sur un serveur (généralement sous Linux) connecté au réseau Internet qui échange des données avec l'ensemble du réseau Dash via le port 9999. Il doit être disponible en permanence et disposer de suffisamment de bande passante pour être validé comme éligible. Il doit posséder une adresse IP fixe afin d'être connu de façon unique sur le réseau Internet.
Le portefeuille électronique du masternode, pour permettre de valider le masternode en ligne, doit :
- être crédité d'un minimum de 1 000 dashs : cette caution (collateral en anglais) aide à réduire la volatilité du cours et rend les attaques Sybil quasiment impossibles[30] ;
- avoir les 1 000 dashs crédités en une seule transaction (et non pas la somme de plusieurs transactions) ;
- avoir dans son fichier de configuration, entre autres éléments, l'adresse IP du serveur masternode en ligne.

Seul le démon informatique du masternode en ligne doit être lancé en permanence. Le portefeuille électronique du masternode, quant à lui, peut être arrêté après les opérations de lancement (d'où le terme anglais « cold wallet », soit portefeuille froid). Ce principe de séparation permet de ne pas exposer sur le serveur en ligne, susceptible d'être piraté, le portefeuille électronique contenant la monnaie électronique,,,.
Le concept de masternode, inventé par Dash en 2015, a été adopté par plus de 370 autres cryptomonnaies.

### L'anonymisation des transactions
La technologie PrivateSend est basée sur CoinJoin (lv). Elle consiste en un processus d'anonymisation par pré-mixage effectué dans le portefeuille de l'utilisateur.
Dans son implémentation actuelle, PrivateSend ajoute de la confidentialité aux transactions par la combinaison de montants identiques, provenant de trois utilisateurs, en une seule transaction à plusieurs sorties : les transactions ne peuvent être directement tracées, de sorte que leur flux est masqué. Le mélange effectué par PrivateSend est répété au travers de plusieurs masternodes, qui ont la responsabilité de signer les transactions. Ils n'ont pas besoin d'être des masternodes de confiance, dans le sens où ils ne peuvent pas dérober l'argent, et ils ne peuvent pas savoir d'où vient et où va l'argent, car le processus se répète aléatoirement sur plusieurs masternodes,.

### X11
X11 est le nom de la chaîne d'algorithmes preuve de travail (« proof-of-work » ou PoW en anglais) introduite par Dash. Ce hachage en chaîne ajoute une profondeur et une complexité supplémentaire en augmentant le nombre d'algorithmes de hachage qui est déterminé a priori plutôt que choisi au hasard.
L'algorithme X11 utilise plusieurs itérations de onze algorithmes de hachage différents (blake, bmw, groestl, jh, keccak, skein, luffa, cubehash, shavite, simd, echo). Le nom X11 n'a aucune relation avec l'environnement graphique libre homonyme pour Unix/Linux.

### Vidéos
- [vidéo] « Formation Découverte - ANALYSE DASH : DAO ET MASTERNODE », sur YouTube